# Max Vogrich
Max Vogrich (Sibiu, Romania, 2 de gener de 1852 - Nova York, EUA, 8 de juny de 1916) fou un pianista i compositor austríac.
Als catorze anys ja era un pianista distingit i va ser enviat al Conservatori de Leipzig per a perfeccionar els estudis, sent allà deixeble de Hauptmann, Richter i Moscheles. De 1870 a 1878 donà nombrosos concerts per Europa, Amèrica del Sud i els Estats Units. De 1882 a 1886 residí a Austràlia com a concertista i professor de piano i després retornà als Estats Units, on va romandre algun temps.
És autor de nombroses òperes, dels quals llibrets n'és autor, com:
- Vanda, (Florència, 1875)
- Lanzelot, (1890)
- King Arthur, (Leipzig, 1893)
- Der Buddha, (1899)
- Die Lieder des Euripides (Weimar, 1905)

També se li deu:
- The Captivity, (oratori)
- The Young King and the Sheperdss, (cantata)
- The Diver, (cantata)

Nombroses misses, simfonies, concerts per a violí i piano, música vocal, sonates i de cambra.